# Одеський державний університет внутрішніх справ
Одеський державний університет внутрішніх справ — заклад вищої освіти МВС України.
За час свого існування навчальний заклад пройшов славетний шлях від Одеської губернської школи підготовки молодших та старших міліціонерів, до Одеського державного університету внутрішніх справ, який сьогодні є одним із провідних вищих навчальних закладів у системі МВС.
Університет розташований в історичному центрі м. Одеси біля  мальовничого Центрального парку культури та відпочинку ім. Т. Г. Шевченка на узбережжі Чорного моря поруч зі зручною транспортною розв'язкою.

## Історія
Заснований 27 лютого 1922 року як школа з підготовки старших і молодших міліціонерів відповідно до наказу № 56 начальника Одеської губернської міліції на базі курсів старших і молодших міліціонерів при Одеській губернській міліції.
За період з 1922 року по 1941 рік школою підготовлено понад 1300 спеціалістів для органів внутрішніх справ. 15 квітня 1945 року школа поновила свою діяльність.
1952 року школу реформовано в Одеську спеціальну середню школу міліції МВС СРСР.
1992 року згідно з наказом МВС України від 11.03.1992 № 139 Одеську спеціальну середню школу міліції реорганізовано в Одеське училище міліції МВС України, яке згідно із Законом України «Про освіту» стає вищим навчальним закладом.
12 грудня 1994 року згідно з Постановою Кабінету Міністрів України № 818 та наказом МВС України № 108 від 20 лютого 1995 р. на базі училища міліції було створено Одеський інститут внутрішніх справ МВС України.
16 листопада 2001 року згідно з Постановою Кабінету Міністрів України № 1491 та наказу МВС України № 47 від 18 січня 2002 р. було створено Одеський юридичний інститут Національного університету внутрішніх справ.
8 вересня 2005 року згідно з Постановою Кабінету Міністрів України № 880 та наказу МВС України № 827 від 27 вересня 2005 р. у системі МВС створено Одеський юридичний інститут Харківського національного університету внутрішніх справ.
22 лютого 2008 року згідно з Постановою Кабінету Міністрів України № 77 та наказу МВС України № 113 від 17 березня 2008 р. створено Одеський державний університет внутрішніх справ.
У 2014 році на базі Одеського державного університету внутрішніх справ створено Херсонський факультет.
З 2022 року Одеський державний університет внутрішніх справ — співзасновник Всеукраїнського (національного) конкурсу наукових і навчальних видань із права, безпеки та євроінтеграції «Юридика».

## Керівництво
- Ректор університету, полковник поліції — Давиденко В’ячеслав Віталійович[5].
- Перший проректор, доктор юридичних наук, професор, полковник поліції — Корнієнко Максим Вікторович.
- Проректор, кандидат юридичних наук, доцент, полковник поліції — Нікітін Анатолій Анатолійович.
- Проректор, доктор юридичних наук, доцент — Підгородинський Вадим Миколайович.

## Ректори
- Думко Феофан Каленикович (1988—2003 )[6].
- Крижановський Анатолій Федорович (2004—2005 ) в.о.
- Волощук Анатолій Миколайович (2010—2014 ).
- Користін Олександр Євгенійович (2014—2016 ).
- Катеринчук Іван Петрович (2016 —2019 )[7].
- Аброськін В'ячеслав Васильович (2019 [8]—2021 [9]).
- Кузніченко Сергій Олександрович (2021 —2022 ) в.о[10].
- Швець Дмитро Володимирович (2022 [11]— 2024 [12]).
- Давиденко В’ячеслав Віталійович з 2024 року.

## Склад університету
- Факультет підготовки фахівців для підрозділів превентивної діяльності Національної поліції України
- Факультет підготовки фахівців для органів досудового розслідування Національної поліції України
- Інститут кримінальної поліції
- Інститут права та безпеки
- Інститут післядипломної освіти та заочного навчання
- Одеський центр первинної професійної підготовки «Академія поліції»

## Навчальний процес
Навчальний процес забезпечує науково-педагогічний склад більше ніж зі 160 чоловік, серед яких 27 докторів наук і професорів та 148 кандидатів наук, доцентів і старших наукових співробітників. Окрім наукових досягнень, більшість педагогів має великий досвід практичної роботи в діючих підрозділах судових і правоохоронних органів, що є вкрай важливим для підготовки майбутніх юристів і співробітників поліції.

## Міжнародні зв'язки
Міжнародне співробітництво є одним із пріоритетних напрямів державної політики України та невіддільною частиною діяльності Одеського державного університету внутрішніх справ.
Одеський державний університет внутрішніх справ бере активну участь у багатогранних програмах, таких, як:
- Програма обміну студентів ВНЗ, що адмініструється в Україні IREX;
- Програми стипендій ім. Фулбрайта, що адмініструються в Україні офісом програм ім. Фулбрайта;
- Програма стажування молодих викладачів, що адмініструються в Україні офісом програм ім. Фулбрайта;
- Програма обміну науковців ім. Фулбрайта, що адмініструється в Україні офісом програм ім. Фулбрайта;
- Стипендійні програми DAAD для навчання та науково-дослідної роботи у Німеччині;
- Програма міжнародної співпраці Вроцлав-Гданськ «Solidarity Bridge», Польща; Стипендіальна програма «Study tours to Poland», що адмініструється урядом Польщі;
- Програма ім. Петра Яцека; Міжнародний Фонд «Відродження»;
- Стипендіальна програма «Study Tours to Poland», що адмініструється урядом Польщі;
- програма Левітт Інституту міжнародного розвитку (США).

## Рейтинги та репутація
У жовтні 2024 року, Державна служба якості освіти, як центральний орган виконавчої влади України, що реалізує державну політику у сфері освіти, зокрема з питань забезпечення якості освіти, оприлюднив оновлений рейтинг університетів, які мають високий ступінь ризику. До переліку університетів з високим ступенем ризику увійшов, зокрема, й Одеський державний університет внутрішніх справ.